# Неиафу
Неиафу (тонг. Neiafu) — второй по населению город Тонги. Административный центр островов Вавау. Население города составляет 6000 человек (с пригородами — 10 000). Неиафу расположен на самом крупном острове группы — Вавау. Недалеко от города находится Международный Аэропорт Лупепауу. Неиафу расположен на берегу канала Ава Пулепулекай. Порт этого города носит название «Убежище» (тонг. Lolo-ʻa-Halaevalu, англ. Port of Refuge).